# کامپوزیت‌های سه‌بعدی
کامپوزیت‌های سه‌بعدی از پریفرم‌های الیافی ساخته‌شده از نخ‌ها یا یدک‌هایی که در ساختارهای سه‌بعدی پیچیده چیده شده‌اند استفاده می‌کنند. این‌ها را می‌توان از یک فرآیند تنیدن سه‌بعدی، یک فرآیند بافندگی سه‌بعدی، یک فرآیند بافتن سه‌بعدی یا یک لایه سه‌بعدی از الیاف کوتاه ایجاد کرد. برای ایجاد ماده کامپوزیت، یک رزین روی پریفرم سه‌بعدی اعمال می‌شود. کامپوزیت‌های سه‌بعدی در کاربردهای بسیار مهندسی شده و بسیار فنی به منظور دستیابی به خواص مکانیکی پیچیده استفاده می‌شوند. کامپوزیت‌های سه‌بعدی برای واکنش به تنش‌ها و کرنش‌ها به گونه‌ای طراحی شده‌اند که با مواد مرکب سنتی متشکل از یدک‌های تک جهتی، یا کامپوزیت‌های تنیده‌شده دوبعدی، کامپوزیت‌های ساندویچی یا مواد ورقه‌ای انباشته امکان‌پذیر نیست.

## کامپوزیت‌های تنیده‌شده سه‌بعدی
پارچه‌های سه‌بعدی تنیده‌شده پارچه‌هایی هستند که می‌توان آن‌ها را  به شکل شبه-توری با ضخامت قابل توجهی درآورد. برای ایجاد یک قطعه نیازی به لایه‌بندی نیست، زیرا یک پارچه تقویت کامل سه‌بعدی را فراهم می‌کند. پارچه تنیده‌شده سه‌بعدی نوعی از فرآیند تنیدن دوبعدی است و توسعه تکنیک بسیار قدیمی ایجاد پارچه‌های دوتایی و سه‌بعدی است. تنیدن سه‌بعدی امکان تولید پارچه تا 10 سانتی‌متر ضخامت را فراهم می‌کند. الیافی که در جهت ضخامت قرار می‌گیرند، نخ z، تار باف یا نخ بایندر برای پارچه‌های تنیده‌شده سه‌بعدی نامیده می‌شوند. بیش از یک لایه پارچه به طور همزمان تنیده می‌شود و نخ z، نخ‌های تار و پود لایه‌های مختلف را در طول فرآیند بهم می‌پیوندد. در پایان فرآیند تنیدن، یک ساختار یک‌پارچه تنیده‌شده سه‌بعدی تولید می‌شود که ضخامت قابل توجهی دارد. ساختارهای تنیده‌شده سه‌بعدی می‌توانند مواد کامپوزیتی با کسر حجمی فیبر در حدود 50 درصد در هر دو ساختار سلول واحد سه بعدی و ساختار متعامد سه‌بعدی ایجاد کنند.
سازه‌های تنیده‌شده سه‌بعدی زاویه‌دار نیز به منظور ایجاد پریفرم‌های تنیده بسیار ضخیم تر رایج هستند. در ساختارهای اینترلاک نخ‌ها را می‌توان از یک لایه نخ به لایه دیگر بافته و سپس به لایه اصلی بازگرداند تا لایه‌های مجاور به یکدیگر قفل شوند. در ساختارهای پیچیده در هم می‌توان نخ‌ها را در نقاط مشخص به چند لایه بافته کرد تا چندین لایه را به هم متصل کنند. این سازه‌ها به دلیل مقاومت عالی در برابر لایه لایه شدن، مزیت زیادی نسبت به مواد چند لایه دارند.
با استفاده از تکنیک‌های بافته ژاکارد مانند دوشاخه‌سازی، می‌توان پیش‌فرم‌های تنیده‌شده سه‌بعدی را به شکل‌های تقریباً بی‌پایانی از I-Beam استاندارد تا Sine-Curve پیچیده، تا Airfoils هواپیما و بسیاری اشکال دیگر ایجاد کرد. کامپوزیت‌های سه‌بعدی تنیده‌شده با قالب‌گیری انتقال رزین به طول بیش از 26 فوت تولید شده‌اند.

### طبقه‌بندی پارچه‌های تنیده‌شده سه‌بعدی
انواع مختلفی از پارچه‌های تنیده‌شده سه‌بعدی وجود دارد که به صورت تجاری در دسترس هستند. آنها را می‌توان بر اساس تکنیک بافت آنها طبقه‌بندی کرد.
1. پارچه‌های سه‌بعدی تنیده‌شده، پارچه‌های تنیده‌شده سه‌بعدی هستند که بر روی یک ماشین بافندگی دوبعدی سنتی تولید می‌شوند، با استفاده از طراحی و تکنیک‌های مناسب بافت، می‌توانند تمام ضخامت پارچه و یا از لایه‌ای به لایه دیگر بافنده/نخ z را طی کنند.
2. پارچه های تنیده‌شده متعامد سه بعدی، پارچه های بافته شده سه بعدی هستند که روی دستگاه بافندگی سه بعدی مخصوص تولید می شوند. فرآیند تشکیل چنین پارچه ای توسط محمد و ژانگ به ثبت رسیده است.[۷] معماری پارچه تنیده‌شده متعامد سه بعدی از سه مجموعه مختلف نخ تشکیل شده است. نخ های تار (نخ y)، نخ های پود (نخ x) و (نخ z). نخ Z در جهت ضخامت پریفرم قرار می گیرد. در پارچه سه بعدی متعامد تنیده‌شده بین نخ های تار و پود درهم تنیده وجود ندارد و مستقیم و عمود بر یکدیگر هستند. از طرف دیگر، نخ‌های z، لایه‌های تار و پود را با در هم تنیدن (حرکت بالا و پایین) در امتداد جهت y روی نخ پود ترکیب می‌کنند. آمیختگی در سطح بالا و پایین پارچه رخ می دهد.[۸][۹]

### مزایا
- پارچه های تنیده‌شده سه بعدی در کاربردهایی که ساختار کامپوزیت در معرض بارگذاری خارج از صفحه قرار می گیرد، به لطف استحکام اضافی که توسط نخ z در بعد ضخامت سرتاسر ایجاد می شود، بسیار مفید هستند. بنابراین بهتر می تواند در برابر لایه لایه شدن، که جدا شدن لایه ها به دلیل نیروهای خارج از صفحه است، مقاومت کند.[۲]
- پارچه های تنیده‌شده سه بعدی شکل پذیری بالایی دارند، به این معنی که در صورت طرح های کامپوزیت پیچیده به راحتی می توانند شکل قالب را به خود بگیرند.[۱۰]
- پارچه های تنیده‌شده سه بعدی ساختار بسیار متخلخلی دارند که زمان تزریق رزین را کاهش می دهد.[۱۰]
- پارچه های تنیده‌شده متعامد سه بعدی دارای کاموای کمتر یا بدون چین هستند (تفاوت در طول نخ، قبل و بعد از بافت). بنابراین، خواص مکانیکی الیاف تقریبا به طور کامل در جهت تار و پود استفاده می شود. بنابراین، می تواند از حداکثر ظرفیت تحمل بار الیاف با کارایی بالا در این جهات بهره مند شود.[۱۰]
- شکل پارچه های تنیده‌شده سه بعدی را می توان در هر سه جهت در طول فرآیند بافندگی مخروطی کرد و پارچه هایی شبیه به شبکه مانند تیرهای I و سفت کننده تولید کرد. این بدان معنی است که این پریفرم ها می توانند مستقیماً بدون هیچ کار اضافی در قالب قرار گیرند.[۱]
- برای ایجاد قطعه نیازی به لایه بندی نیست، زیرا پارچه تک دارای ضخامت قابل توجهی است که تقویت کامل سه بعدی را فراهم می کند.[۱]
- پارچه تنیده‌شده سه بعدی را می توان به اشکال مختلف قالب گیری کرد و می توان از آن در کاربردهای بیولوژیکی برای ایجاد بافت های جایگزین استفاده کرد [۱۱]

## کامپوزیت‌های بافته‌شده سه‌بعدی
فناوری پارچه‌های بافته‌شده سه‌بعدی توسعه‌ای از فناوری تثبیت‌شده بافتن دوبعدی است که در آن پارچه از درهم‌تنیدگی دو یا چند سیستم نخ برای تشکیل یک ساختار یکپارچه ساخته می‌شود. در اواخر دهه 1960، در تلاش برای دور زدن مشکلات مربوط به لمینت‌های کامپوزیت دوبعدی توسعه داده شد، اما در عین حال، مزایای فرآیند قیطاندن را حفظ کرد. سازه‌های بافته‌شده که به عنوان پریفرم‌های کامپوزیتی مورد استفاده قرار می‌گیرند، نسبت به سایر فرآیندهای رقیب مانند در هم تنیدن و پیچیدن رشته، مزایای زیادی دارند.

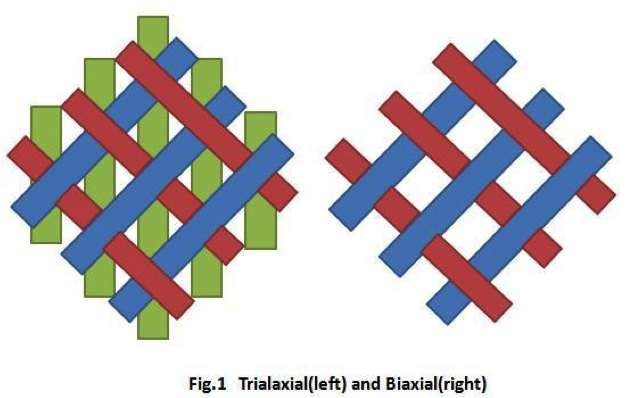
کامپوزیت‌های سه‌بعدی

کامپوزیت‌های بافته‌شده دارای چقرمگی و استحکام خستگی بالاتری در مقایسه با کامپوزیت‌های زخم رشته‌ای هستند. پارچه‌های بافته‌شده دارای روکش متعامد هستند در حالی که بافته‌ها را می‌توان در طیف وسیعی از زاویه‌ها، از 10 تا 858 ساخت. مجموعه دیگری از نخ‌های محوری را می‌توان به فرآیند قیطاندن برای تولید بافته‌های سه‌محوری معرفی کرد (شکل 1). بافته‌های سه‌محوری پایدارتر هستند و خواص تقریباً همسانگردی از خود نشان می‌دهند.

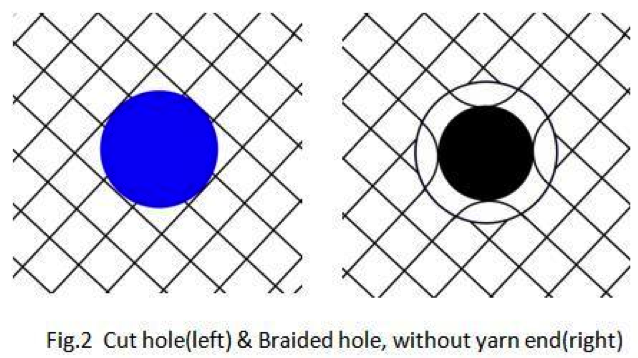
کامپوزیت‌های سه‌بعدی

بافت‌ها را می‌توان به صورت لوله‌های بدون درز یا پارچه‌های مسطح با لبه‌های پیوسته تولید کرد. کامپوزیت‌های تولید شده با پریفرم‌های بافته‌شده، به دلیل پیوستگی الیاف، استحکام و مقاومت بیشتری در برابر ترک در مقایسه با کامپوزیت‌های پارچه پهن نشان می‌دهند. کامپوزیت‌ها با سوراخ‌های بافته شده (شکل 2) در مقایسه با سوراخ‌های حفاری شده حدود 1.8 برابر استحکام را نشان می‌دهند که باز هم به دلیل پیوستگی فیبر است.
دو نوع اصلی از بافت‌های سه‌بعدی وجود دارد، چرخ‌دنده شاخ و انواع مسیر و ستون. بافت‌های سه‌بعدی دنده شاخ از تعداد زیادی چرخ‌دنده بوقی سنتی برای پیشرانه حامل استفاده می‌کنند. با چیدمان چرخ‌دنده‌های شاخ به صورت مربع، نوارهای سه‌بعدی جامد با انواع مقطع (مثلا بخش H) قابل تولید است.

### کاربردهای کامپوزیت‌های بافته‌شده سه‌بعدی
- تیغه های پروانه، محورهای پیشرانه، پروانه ها
- عرشه بخش خرپا، سکوهای فرود
- بدنه خودرو، شاسی، شفت محرک
- دستگاه های زیست پزشکی

## کامپوزیت‌های سه‌بعدی دوخته‌شده
دوخت لمینت‌ها در جهت ضخامت، با نخ با استحکام بالا، روشی ساده و کم‌هزینه برای تولید کامپوزیت‌های سه‌بعدی را ثابت کرده است. فرآیند دوخت اساساً شامل دوخت نخ با استحکام کششی بالا (به عنوان مثال شیشه، کربن یا کولار)، از طریق لمینت ورقه‌ای آماده‌نشده یا لایه‌های پارچه خشک با استفاده از چرخ خیاطی صنعتی است.
مطالعات حاکی از بهبود خواص مکانیکی داخل صفحه به دلیل دوخت است، در حالی که سایرین، خواص بدون تغییر یا تخریب‌یافته را پیدا می‌کنند. داده‌های جمع‌آوری‌شده برای ورقه‌های دوخته‌شده نشان می‌دهد که استحکام کشش، فشار، خمش، برش و سوراخ‌باز با دوخت نسبت به لمینت‌های بدون دوخت تا 20 درصد بهبود یا کاهش می‌یابد.

### کاربردهای کامپوزیت‌های سه‌بعدی دوخته‌شده
- مفاصل دامان
- پانل های سفت شده
- اتصالات بال به اسپار هواپیما

## z-pinning سه‌بعدی
این روش جایگزینی برای فرآیند دوخت استاندارد است که اولین بار در اواخر دهه 1980 معرفی شد و به صورت تجاری توسط شرکت Aztex به عنوان فناوری Z-Fiber توسعه یافت. این فناوری شامل تعبیه الیاف از پیش تقویت‌شده در یک فوم ترموپلاستیک است که سپس در بالای یک پارچه پیش‌آغشته یا خشک، روی هم و در کیسه خلا قرار می‌گیرد، با افزایش دما و فشار، فوم از بین می‌رود، که به الیاف اجازه می‌دهد تا به آرامی به داخل لایه‌ها نفوذ کنند. تقویت سه‌بعدی در رابطه با Z-pinning برای معرفی یک پیوند مکانیکی بین لایه‌های مختلف لایه کامپوزیت ضروری است، این پیوند یک میله فیبر کربنی سفت در Z-pinning است. کامپوزیت‌های Z-pinning (فیبر کربن با قطر کوچک تعبیه‌شده در جهت ضخامت z) وسیله‌ای برای ایجاد سختی و استحکام بالاتری هستند که کامپوزیت‌های تنیده‌شده دوبعدی فاقد آن هستند.

### کاربرد کامپوزیت‌های z-pinning سه‌بعدی
تقویت پانل های پوسته کانال ورودی و چسباندن سفت کننده های کلاهی شکل در هواپیمای جنگنده F/A-18 Super Hornet.

## کاربرد رزین در مواد سه‌بعدی پیش‌فرم
بسیاری از مواد سه‌بعدی از پیش تشکیل‌شده، هنگامی به مواد کامپوزیتی پیچیده تبدیل می‌شوند که یک رزین در داخل مواد از پیش تشکیل‌شده اعمال، و پخت می‌شود تا یک ماتریس تقویت‌شده با الیاف جامد ایجاد شود. رایج‌ترین شکل کاربرد رزین برای مواد سه‌بعدی پیش‌فرم، فرآیند قالب‌گیری انتقال رزین است که در آن قالبی به شکل یک پیش‌فرم ایجاد می‌شود و بعد پیش‌فرم داخل آن قرار می‌گیرد. قالب بسته می‌شود و آن‌گاه رزین ماده‌ی ماتریس تحت دما و فشار خاصی تزریق می‌شود. سپس اجازه خشک شدن به آن داده می‌شود. در نهایت قالب از قسمت بیرونی مواد کامپوزیت سه بعدی جدا می‌شود.

## ارزیابی مکانیکی کامپوزیت‌های سه‌بعدی در مقابل کامپوزیت‌های دوبعدی
ریزساختار یک کامپوزیت تنیده‌شده سه بعدی عمدتاً توسط معماری فیبر به پیش‌فرم تنیده‌شده و فرآیند تنیدگی و تا حدی کمتر توسط فرآیند تثبیت تعیین می‌شود. انواع مختلفی از عیوب به طور ناخواسته در طول فرآیند بافندگی سه‌بعدی ایجاد می‌شوند که احتمالاً می‌توانند خواص درون‌صفحه، ضخامت، و ضربه کامپوزیت سه‌بعدی را کاهش دهند. تحقیقات نشان داده است که آزمایش مواد کامپوزیت سه‌بعدی مختلف که استحکام آن‌ها یکسان یا کمی بالاتر از یک ماده دوبعدی است، هنگامی که با یک کامپوزیت دوبعدی مقایسه می شود، مقاومت در برابر ضربه، فشرده‌سازی پس از ضربه (CAI) و کنترل لایه‌برداری به طور قابل‌توجهی با یک کامپوزیت سه‌بعدی بدون کاهش قابل‌توجه خواص مکانیکی در طول صفحه بهبود می‌یابد.